# Opus Arena
Lo stadio NK Osiek (in croato Stadion NK Osijek), noto anche con il nome commerciale di Opus Arena, è un impianto calcistico croato di Osijek.

## Storia
Il progetto è stato ufficialmente annunciato il 19 aprile 2018 nel Cinema Urania di Osijek, dall'ex presidente del club Ivan Meštrović.
Il 7 giugno 2023 la Federazione calcistica della Croazia annuncia che la nazionale croata farà il suo debutto nello stadio nel match d'apertura delle qualificazioni di Euro 2024 contro la Turchia.